# Stadio Leonardo Garilli
Stadio Leonardo Garilli je víceúčelový stadion v emíliiské Piacenze. V současnosti je nejvíce využíván pro fotbalové zápasy. Byl otevřen v roce 1969 a jeho kapacita činí 21 608 diváků. Své domácí zápasy zde hraje tým Piacenza Calcio. Je pojmenován po bývalém klubovém prezidentovi Leonardu Garillim.